# Appleton (Newfoundland en Labrador)
Appleton is een gemeente (town) in de Canadese provincie Newfoundland en Labrador. De gemeente ligt in het binnenland van het eiland Newfoundland.

## Geschiedenis
In 1962 werd het dorp een gemeente met de status van local government community (LGC). Tussen 1971 en 1976 veranderde de status van de gemeente naar die van local improvement district (LID). In 1980 werden LID's op basis van de Municipalities Act als bestuursvorm afgeschaft en werd Appleton daarop automatisch een town.

## Geografie
De gemeente ligt in het binnenland van het eiland Newfoundland daar waar de rivier de Gander het meer Gander Lake verlaat. Het dorp ligt aan de rechteroever en is in het westen vergroeid met de op de linkeroever gelegen gemeente Glenwood.

## Demografie
Appleton maakt deel uit van de Agglomeratie Gander. De gemeente kende sinds haar erkenning een vrijwel onafgebroken, zij het beperkte, demografische groei tot in 2011, tegen de sinds de jaren 90 geldende provinciale trend in. In 2016 was de bevolkingsomvang weliswaar gedaald tot 574.
| Demografische ontwikkeling van Appleton tussen 1966 en 2021                |
| -------------------------------------------------------------------------- |
|                                                                            |
| Bron: Statistics Canada (1966–1986, 1991–1996, 2001–2006, 2011–2016, 2021) |